# Paracles cajetani
Paracles cajetani là một loài bướm đêm thuộc phân họ Arctiinae, họ Erebidae.